# Teotitlán de Flores Magón
Teotitlán de Flores Magón är en ort i Mexiko.   Den ligger i kommunen Teotitlán de Flores Magón och delstaten Oaxaca, i den sydöstra delen av landet, 260 km sydost om huvudstaden Mexico City. Teotitlán de Flores Magón ligger 1 040 meter över havet och antalet invånare är 6 570.
Terrängen runt Teotitlán de Flores Magón är varierad. Runt Teotitlán de Flores Magón är det ganska tätbefolkat, med 52 invånare per kvadratkilometer. Närmaste större samhälle är San Gabriel Casa Blanca, 7,4 km väster om Teotitlán de Flores Magón. I omgivningarna runt Teotitlán de Flores Magón växer huvudsakligen savannskog.